# Amasyaspor
Amasyaspor war ein türkischer Fußballverein aus Amasya.

## Geschichte
Amasyaspor wurde 1967 gegründet und trat nach dem Aufstieg aus dem Amateurbereich 1968 zunächst lange Zeit in der drittklassigen Türkiye 3. Futbol Ligi an. Zwischen 1977 und 1981 war die Mannschaft erneut nur im Amateurbereich vertreten, anschließend gelang für zwei Spielzeiten der Aufstieg in die Türkiye 2. Futbol Ligi. 1984 bis 1993 sowie erneut von 1994 bis 1998 spielte der Klub wieder drittklassig, ehe die Mannschaft abermals in die 2. Futbol Ligi aufstieg. Hier platzierte sie sich im vorderen Mittelfeld, ehe sie 2001 erneut in die Drittklassigkeit gestuft wurde. Der mit finanziellen Problemen kämpfende Klub rutschte anschließend in der Liga ab und stieg 2004 wieder in den Amateurbereich ab, wo er ein Jahr später den Spielbetrieb einstellte.
Mittlerweile gibt es den nahezu gleichnamigen Klub Amasyaspor FK, der 1997 als Amasya Üniversitesi GSK gegründet wurde und 2022 nach dem Aufstieg in die TFF 3. Lig den aktuellen Namen übernahm.